# 遺言
遺言（ゆいごん、いごん、いげん）とは、日常用語としては形式や内容にかかわらず広く故人が自らの死後のために遺した言葉や文章をいう。日常用語としてはゆいごんと読まれることが多い。このうち民法上の法制度における遺言は、被相続人となりうる人が自らの死後の相続（法律）関係を定めるための最終意思の表示をいい、法律上の効力を生じせしめるためには、民法に定める方式に従わなければならないとされている（民法960条）。法律用語としてはいごんと読まれることが多い。
この記事では、日本の現行民法における遺言の制度を解説する。条名は、特に断りない限り民法のものである。

## 総説

### 遺言制度の趣旨
- 遺言自由の原則
遺言の制度を認めることによって、人は遺言により、生前だけでなく、その死後にも自己の財産を自由に処分できることになる[1]。

### 法的性質
- 要式行為
遺言は民法に定める方式に従わなければすることができない要式行為（一定の方式によることを必要とする行為）であり、方式に違反する遺言は無効となる（960条）。
- 単独行為
遺言は相手方のない単独行為である。
- 死因行為（死後行為）
遺言は遺言者の死亡後に効力が生じる法律行為である（985条）。
- 代理に親しまない行為

### 遺言能力
- 満15歳以上の者は遺言をすることができる（961条）。
- 遺言は本人の最終意思を確認するものであり、また、代理に親しまない行為であるから、未成年者・成年被後見人・被保佐人・被補助人が遺言をする場合であっても、その保護者は同意権や取消権を行使することができない（962条）。ただし、成年被後見人については、医師2人以上の立ち会いの下で正常な判断力回復が確認された場合にのみ遺言をすることができる（973条）。

### 遺言指定事項
遺言の最も重要な機能は、遺産の処分について、被相続人の意思を反映させることにある。被相続人の意思である遺言を尊重するため、相続規定には任意規定が多く（ただし遺留分規定等強行規定も少なくない）、遺言がない場合は、民法の規定に従って相続が行われる（これを法定相続という）。これに対し、遺言を作成しておくと、遺産の全体または個々の遺産を誰が受け継ぐかについて自らの意思を反映させることができる。遺贈の方法により、相続人以外の者に遺産を与えることも可能である。

#### 民法上の遺言事項
民法上規定されている遺言事項について、それぞれ規定のある条名とともに示すと以下のとおりである。
- 相続人の廃除と廃除取消（893条・894条）
- 相続分の指定および指定の委託（902条）
- 遺産分割方法の指定および指定の委託、遺産分割禁止（5年を限度とする）（908条）
- 遺贈（964条）
- 子の認知（第781条第2項）
- 未成年後見人・未成年後見監督人の指定（839条・848条）
- 祭祀主宰者の指定（897条1項）
- 特別受益の持戻しの免除（903条3項）
- 相続人間の担保責任の定め（914条）
- 遺言執行者の指定および指定の委託等（1006条・第1016条～1018条）
- 遺贈の減殺の方法（1034条）

その他、一般財団法人の設立（一般社団・財団法人法第152条2項）、信託の設定（信託法第3条2号）もすることができるほか、保険法44条1項によれば生命保険の保険金受取人の変更も可能とされている（これらは遺言によらず生前に行うことが一般的であろう）。遺言の撤回は遺言の方式のみによって可能である（1022条）。

#### 「相続させる」旨の遺言
判例により、特定の遺産を特定の相続人に「相続させる」旨の遺言は、遺産分割方法の指定と解するとされ、当該遺産が不動産である場合、当該相続人が単独で登記手続をすることができるとされていることから、利用価値が高い（2003年度（平成15年度）税制改正以前は登記に関して必要となる登録免許税が遺贈の場合に比べて低額であるというメリットもあった）。
さらに、「相続させる」遺言によって不動産を取得した相続人は、登記なくしてその権利を第三者に対抗することができるとの判例が出たことから、他の相続人の債権者による相続財産の差押えを未然に防ぐことができるというメリットも生まれた。

## 遺言の方式
遺言の方式には普通方式遺言と特別方式遺言がある。

### 普通方式遺言

#### 自筆証書遺言
自筆証書遺言は遺言者による自筆が絶対条件となっている。
- 遺言書の全文が遺言者の自筆で記述（代筆やワープロ打ちは不可）[5]
- 日付と氏名の自署[5]
- 押印してあること（実印である必要はない）[5]

なお、2018年相続法改正により自筆証書遺言に付属させる財産目録に限ってパソコンなど自筆以外で作成することができるよう緩和された（財産目録が複数のページに及ぶときは各ページ、両面にあるときは両面に署名押印を要する）。また、自筆証書遺言の遺言書に銀行通帳の写しや登記事項証明書を添付することも可能となった。
遺言書の保管者は、相続の開始を知った後、遅滞なく、これを家庭裁判所に提出して、その検認を請求しなければならない（1004条1項）。ただし、2020年7月10日より法務局における遺言書の保管等に関する法律が施行され、法務局において保管されている遺言書については、遺言書の検認の規定は適用されない。

#### 公正証書遺言
遺言内容を公証人に口授し、公証人が証書を作成する方式。証人2名と手数料の用意が必要となる。推定相続人・受遺者等は証人となれない。公証人との事前の打ち合わせを経るため、内容の整った遺言を作成することができる。証書の原本は公証役場に保管され、遺言者には正本・謄本が交付される。遺言書の検認は不要である（1004条2項）。公証役場を訪問して作成するほか、公証人に出向いてもらうことも可能である。

#### 秘密証書遺言
遺言内容を秘密にしつつ公証人の関与を経る方式。証人2名と手数料の用意が必要であるほか、証人の欠格事項も公正証書遺言と同様である。代筆やワープロ打ちも可能だが、遺言者の署名と押印は必要であり（970条1項1号）、その押印と同じ印章で証書を封印する（同項2号）。代筆の場合、証人欠格者以外が代筆する必要がある。遺言者の氏名と住所を申述したのち（同項3号）、公証人が証書提出日及び遺言者の申述内容を封紙に記載し、遺言者及び証人と共に署名押印する（同項4号）。遺言書の入った封筒は遺言者に返却される。自筆証書遺言に比べ、偽造・変造のおそれがないという点は長所であるが、紛失したり発見されないおそれがある。
遺言書の保管者は、相続の開始を知った後、遅滞なく、これを家庭裁判所に提出して、その検認を請求しなければならない（1004条1項）。

### 特別方式遺言
普通方式遺言が不可能な場合の遺言方式。普通方式遺言が可能になってから6か月間生存した場合は、遺言は無効となる（983条）。

#### 危急時遺言

##### 一般危急時遺言
疾病や負傷で死亡の危急が迫った人の遺言形式（976条）。証人3人以上の立会いが必要。証人のうちの1人に遺言者が遺言内容を口授する。遺言不適格者が主導するのは禁止。口授を受けた者が筆記をして、遺言者及び他の証人に読み聞かせ、または閲覧させる。各証人は、筆記が正確なことを承認した後、署名・押印する。20日以内に家庭裁判所で確認手続を経ない場合、遺言が無効となる。

##### 難船危急時遺言
船舶や航空機に乗っていて死亡の危急が迫った人の遺言方式（979条）。証人2人以上の立会いが必要。証人の1人に遺言者が遺言内容を口授する。口授を受けた者が筆記をして、他の証人が確認する。各証人が署名・押印する。遅滞なく家庭裁判所で確認手続を経る必要がある。

#### 隔絶地遺言

##### 一般隔絶地遺言
伝染病による行政処分によって交通を断たれた場所にいる人の遺言方式（977条）。刑務所の服役囚や災害現場の被災者もこの方式で遺言をすることが可能。警察官1人と証人1人の立会いが必要。家庭裁判所の確認は不要。

##### 船舶隔絶地遺言
船舶に乗っていて陸地から離れた人の遺言方式（978条）。飛行機の乗客はこの方式を選択することはできない。船長又は事務員1人と、証人2人以上の立会いが必要。家庭裁判所の確認は不要。
| 遺言の方式   | 遺言の方式   | 遺言の方式     | 特徴                                                                   |
| 普通方式遺言 | 自筆証書遺言 | 自筆証書遺言   | 遺言内容の秘密を保てるが、偽造・変造・滅失のおそれがある               |
| 普通方式遺言 | 公正証書遺言 | 公正証書遺言   | 偽造・変造・滅失のおそれがないが、遺言内容の秘密を保てないおそれがある |
| 普通方式遺言 | 秘密証書遺言 | 秘密証書遺言   | 遺言内容の秘密を保てるが、滅失のおそれがある                           |
| 特別方式遺言 | 危急時遺言   | 一般危急時遺言 |                                                                        |
| 特別方式遺言 | 危急時遺言   | 難船危急時遺言 |                                                                        |
| 特別方式遺言 | 隔絶地遺言   | 一般隔絶地遺言 |                                                                        |
| 特別方式遺言 | 隔絶地遺言   | 船舶隔絶地遺言 |                                                                        |

### 証人・立会人の欠格者
証人・立会人は以下の欠格者以外の者なら誰でもなることができる（974条）。
1. 未成年者
2. 推定相続人、受遺者及びそれらの配偶者、並びに直系血族
3. 公証人の配偶者、四親等内の親族、書記及び使用人

### 共同遺言の禁止
遺言は2人以上の者が同一の証書ですることができない（975条）。2人以上の者が同一の証書で遺言をすると各人が自由に撤回することが難しくなり、故人の最終的な意思の確認が困難になるためと解されている。夫婦が同一の証書に連名で遺言する場合などが共同遺言として無効とされる。

### 遺言の作成における諸問題
- 自書
  - 自筆証書遺言については全文の自書が必要である（968条1項）。
  - 過去の判例ではカーボン複写による自筆の遺言も有効とされている[8]。
  - なお、2018年相続法改正により自筆証書遺言に付属させる財産目録に限ってパソコンなど自筆以外で作成することができるよう緩和されている（複数ページに及ぶときはすべてのページに署名押印が必要）[6][7]。
- 日付
  - 普通方式遺言では日付が有効要件とされている（968条1項・970条1項）。
  - 遺言の日付は「平成15年吉日」などの年月日が特定できないものは無効だが[9]、「還暦の誕生日」、「65歳の誕生日」、「平成15年大晦日」など、年月日が特定できるものなら有効である。しかし、できる限り混乱防止のために普通に年月日を記載するほうが望ましい。
  - 特別方式遺言において日付の記載は遺言の有効要件とはされず、日付が正確さを欠いていても特別方式遺言は無効にはならない[10]。
- 氏名
  - 遺言者が通常使用している通名等でも、遺言書を書いた者が特定できる場合は有効[11]。
- 押印
  - 拇印でよいとする判例がある[12]。
  - いわゆる花押を書くことは、民法968条1項の押印の要件を満たさない[13]。
- 封印
  - 秘密証書遺言については封緘と封印が必要（970条1項2号）。
  - 遺言に封印のある場合は家庭裁判所に提出して検認を受けるときに、相続人（もしくはその代理人）の立ち会いがなければ開封できない（1004条3項）。ちなみに検認を経なくても遺言は当然には無効とはならないが、過料の制裁を受ける可能性がある（1005条）。
- 相続人の欠格事由
  - 遺言に関し次の者は、相続人の欠格事由になる（891条）。

  1. 詐欺又は強迫によって、被相続人が相続に関する遺言をし、撤回し、取り消し、又は変更することを妨げた者
  2. 詐欺又は強迫によって、被相続人に相続に関する遺言をさせ、撤回させ、取り消させ、又は変更させた者
  3. 相続に関する被相続人の遺言書を偽造し、変造し、破棄し、又は隠匿した者

## 遺言の効力

### 遺言の効力発生時期
遺言は遺言者の死亡の時からその効力を生ずる（985条1項）。遺言に停止条件を付した場合において、その条件が遺言者の死亡後に成就したときは、遺言は、条件が成就した時からその効力を生ずる（985条2項）。

### 遺言の無効・取消し
遺言も法律行為の一種であるから、他の法律行為と同じように意思能力のない者による遺言や公序良俗（90条）に反する遺言は無効とされる。その一方で、遺言は法律行為ではあるものの最終意思の表示であるという点で他の法律行為とは性質が異なることから、取消しについても異なる扱いを受け、本人は自由に遺言を撤回することができるものと規定されている（1022条）。また、遺言は代理に親しまない法律行為であるから、制限行為能力者に関連する規定の適用は排除され（962条）、制限行為能力者が遺言をする場合であっても、遺言を行う本人に遺言能力があれば保護者はその遺言に関して同意権や取消権などを行使できない。遺言をした制限行為能力者本人が遺言を取り消したい場合には1022条により取り消すことになる（1022条に規定される遺言制度における撤回及び取消しについては後述）。撤回行為が撤回されたり効力を失っても、一度撤回された遺言は原則、復活しない(1025条)。ただし、復活の意思が明白である場合に、遺言の復活を認めた判例もある(後述)
。

### 遺贈
遺言者は包括または特定の名義でその財産の全部または一部を処分することができる（964条本文）。これを遺贈という。ただし、遺留分に関する規定に違反することはできない（964条ただし書）。

## 遺言の執行

### 遺言書の検認・開封
遺言の保管者や発見者は相続開始を知った後、遅滞なく家庭裁判所に提出して、その検認を請求しなければならない（1004条1項）。検認は遺言書の存在を確定し現状を保護するために行われる手続であるが、遺言書の有効・無効という実体上の効果を左右するものではない。なお、公正証書遺言については検認を要しない（1004条2項）。
封印のある遺言書は、家庭裁判所において相続人またはその代理人の立会いがなければ、開封することができない（1004条3項）。

### 遺言執行者
遺言により遺言執行者が指定されている場合または指定の委託がある場合は、遺言執行者が就職し、直ちに任務を開始する（1006条・1007条）。子の認知・相続人の廃除およびその取り消しを除き、遺言執行者がなくても相続人が遺言の内容を実現することが可能であるが、手続を円滑に進めるためには、遺言執行者を指定しておく方がよい。
遺言執行者は相続人でも成れ（1009条）、いないときは、家庭裁判所は利害関係人の請求によって、遺言執行者を選任することができ（1010条）、遺言に定めた報酬または家庭裁判所の定める報酬を受ける（1018条）。ただし、次のものは遺言執行者にはなれない。
- 未成年者
- 破産者で復権を得ない者

遺言執行者は相続人の代理人とみなされ（1015条）、やむを得ない事由がなければ、第三者にその任務を行わせることができない（1016条）。
遺言執行者が数人いる場合には、その任務の執行は、原則として過半数で決するが、単独でも保存行為は、することができる。（1017条）。
不動産の登記について、遺贈の場合は遺言執行者が登記義務者となるが、「相続させる」遺言の場合は前述の判例により、相続開始時に承継されたとみなされ、相続人が単独で登記することができるため遺言執行者は関与しない。
遺言の執行は業務として法令で規定されているのは弁護士と司法書士である。また、信託銀行でも遺言信託と称して遺言執行サービスを提供している。

## 遺言の撤回及び取消し

### 遺言撤回の自由
遺言が遺言者の最終の意思を確認するものであるという本質から、遺言者は、いつでも遺言の方式に従って、その遺言の全部または一部を撤回することができるとされる（1022条）。また、遺言者は、その遺言を撤回する権利を放棄することができないものとされる（1026条）。

### 法定撤回事由
以下の場合には遺言が撤回されたものとみなされる。
- 遺言内容が抵触する遺言書が複数ある場合、その抵触する部分については後の遺言書によって前の遺言書が撤回されたものとして扱われる（1023条1項）。抵触しない部分については前の遺言書が依然として有効である。なお、日付が同じで書かれた前後が不明な遺言書が複数ある場合、相互に抵触する部分は無効となると考えられている。
- 遺言が遺言後の生前処分その他の法律行為と抵触する場合には、その抵触する部分については遺言は撤回されたものとして扱われる（1023条2項）。
- 遺言者が故意に遺言書を破棄したときは、その破棄した部分については、遺言を撤回したものとみなされる（1024条前段）。
- 遺言者が故意に遺贈の目的物を破棄したときは、その破棄した部分については、遺言を撤回したものとみなされる（1024条後段）。

### 撤回された遺言の効力
撤回された遺言は、その撤回の行為が撤回され、取り消され、または効力を生じなくなるに至ったときであっても、撤回された遺言は効力を回復しない（1025条本文）。ただし、撤回の行為が詐欺または強迫によるものである場合は、遺言の効力は回復する（1025条ただし書）。
なお、第一の遺言を第二の遺言により撤回した遺言者が、さらに第二の遺言を第三の遺言で撤回した場合において、遺言書の記載に照らして、遺言者の意思が第一の遺言の復活を希望するものであることが明らかな場合、1025条ただし書の趣旨から遺言者の真意を尊重して第一の遺言の効力の復活を認めるのが相当と解されるとする判例がある。

### 負担付遺贈に係る遺言の取消し
負担付遺贈を受けた者がその負担した義務を履行しないときは、相続人は、相当の期間を定めてその履行の催告をすることができる。この場合において、その期間内に履行がないときは、その負担付遺贈に係る遺言の取消しを家庭裁判所に請求することができる（1027条）。